# Evelin Banev
Evelin Banev, detto  Brendo (Bulgaro: Евелин Банев - Брендо) (Burgas, 8 ottobre 1964), è un imprenditore bulgaro, attualmente accusato di riciclaggio di denaro e traffico di droga.
Banev ha accumulato il suo capitale iniziale attraverso una serie di transazioni finanziarie di successo nel mercato azionario durante la bolla delle Dot Com.
Dopo il 2001 si è spostato sul mercato finanziario ed edile bulgaro.
Dal 2007 è stato accusato di vari reati, tra cui diffamazione pubblica, e imprigionato in Bulgaria.
Nel febbraio 2013 la corte di Sofia condanna Banev per riciclaggio a sette anni e mezzo di prigione, mentre in Italia viene condannato a 20 anni di carcere per traffico di droga. Del sodalizio facevano parte anche 4 bulgari e un italo-bulgaro, 6 italiani, uno sloveno e un rumeno.